# Amnestus pusillus
Amnestus pusillus är en insektsart som beskrevs av Philip Reese Uhler 1876. Amnestus pusillus ingår i släktet Amnestus och familjen taggbeningar. Inga underarter finns listade i Catalogue of Life.